# Доучі
Доучі (кит.: 豆豉; піньїнь: dòuchǐ) або точі (також відомі як ферментовані чорні соєві боби, китайські ферментовані чорні боби (кит.: 黑豆豆豉; піньїнь: hēidòu dòuchǐ), солона чорна квасоля, сабо просто чорна квасоля ) — це різновид ферментованої та солоної чорної сої, найпопулярнішої в кухні Китаю, де її найширше використовують для приготування страв із соусом із чорної квасолі.  
Доучі виготовляється шляхом ферментації та засолення чорних соєвих бобів. Чорні соєві боби використовуються найчастіше, і цей процес робить боби м’якими та переважно напівсухими (якщо бобам дати висохнути). Звичайні соєві боби (білі соєві боби) також використовуються, але це не дає «солоних чорних бобів»; замість цього ці боби стають коричневими. Запах різкий, гострий і пряний; смак солоний, трохи гіркуватий і солодкуватий.  Продукт, виготовлений із білих соєвих бобів, називається міанчі.
Доучі не слід плутати з чорними черепаховими бобами, різновидом звичайної квасолі, яка зазвичай використовується в кухнях Центральної Америки, Південної Америки та Карибського басейну.

## Історія
Ферментовані чорні соєві боби є найдавнішим відомим продуктом харчування з соєвих бобів. У 165 р. до н. е. вони були поміщені у гробницю Хань № 1 у Мавандуї у південному центральному Китаї. Гробниця була запечатана приблизно в 165 р. до н. е. і вперше відкрита в 1972 р.   
У 90 р. до н. е. у «Записах великого історика» Сима Цянь, розділ 69, йдеться про 1000 глиняних посудин із ферментованими зернами злаків і солоними ферментованими соєвими бобами (ши). Тепер вони були важливим товаром у Китаї. Коли принц Хуайнаня (легендарний винахідник тофу) був висланий за підбурювання до повстання (у 173 р. до н. е.) проти свого брата, імператора Хань Венді, його свита та він, тим не менш, були забезпечені такими необхідними для життя як дрова, рис, сіль., ши (ферментовані чорні соєві боби) і кухонне начиння. Ця дата, 173 р. до н. е., передує запечатуванню Ханьської гробниці № 1 у Мавандуї.

## Використання

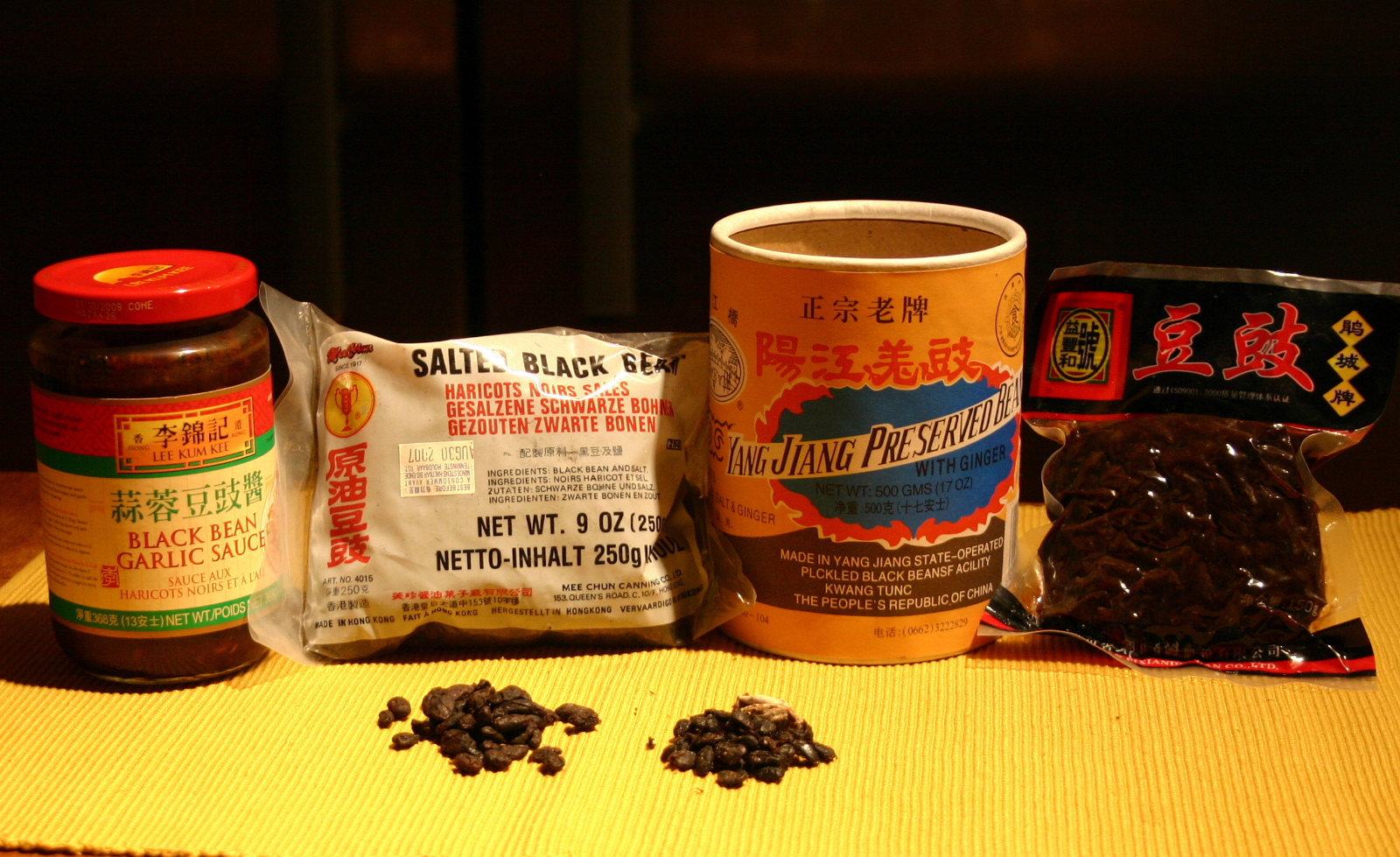
Кілька різновидів доучі та продуктів для нього

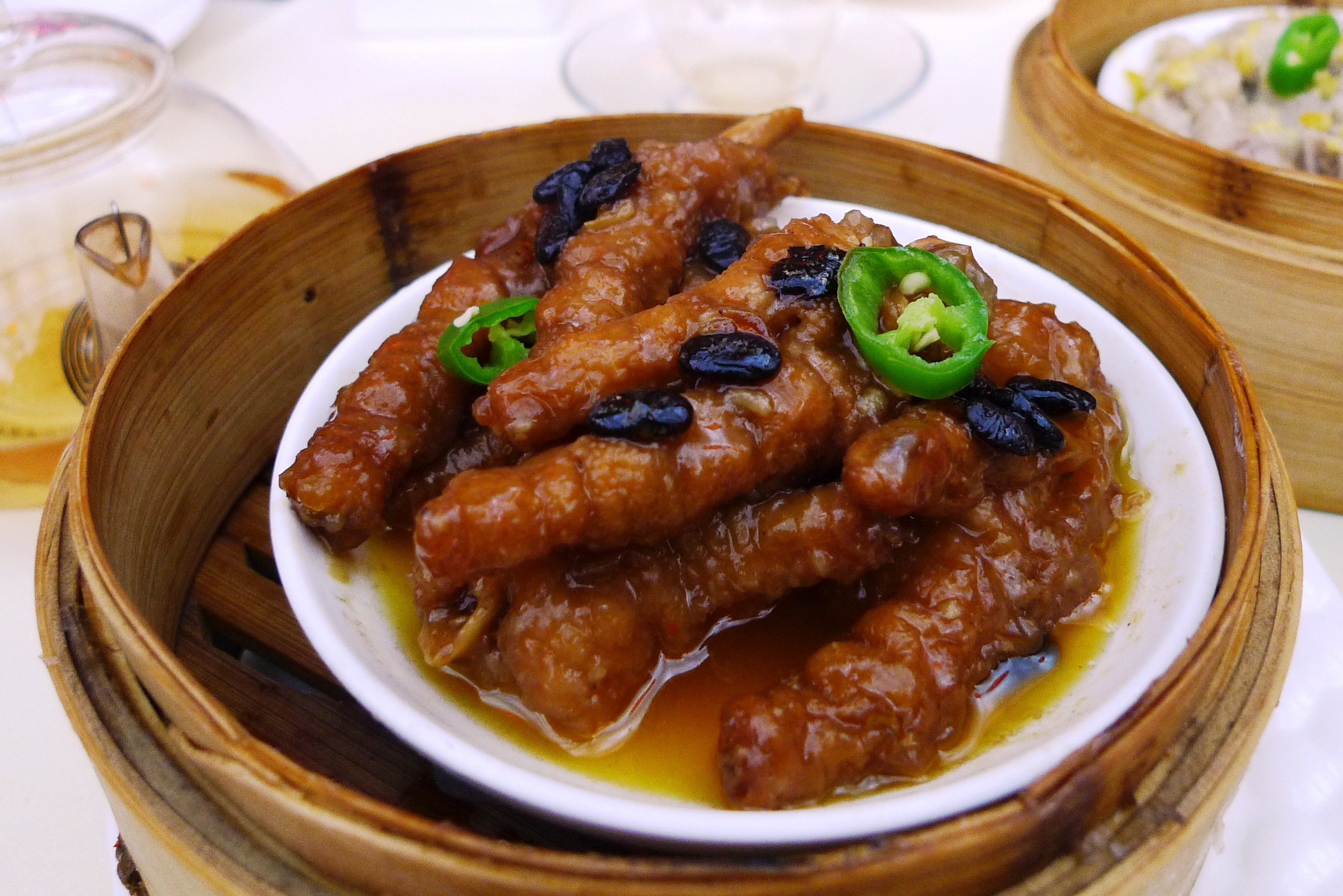
Дімсум аз курячих ніжок з консервованою чорною квасолею

Використовується як інгредієнт для мапо тофу. Дучі також використовується для ароматизації риби або смажених овочів (особливо гіркого гарбуза та листових овочів). На відміну від деяких інших ферментованих продуктів на основі соєвих бобів, таких як натто або темпе, доучі використовується лише як приправа і не призначений для споживання у великих кількостях, оскільки зазвичай він набагато солоніший.
Невеликі пакети доучі доступні скрізь, де продаються китайські страви.
Деякі поширені страви, які готують із душі, — це ребра, приготовані на пару з ферментованою чорною квасолею та перцем чилі (豉椒排骨), і тушкований короп із ферментованою чорною квасолею (豆豉鯪魚).

### Навколо світу
Ферментовані чорні соєві боби є давньою традиційною їжею, яка використовується як приправа та приправа в багатьох країнах Далекого Сходу та спільнотах китайської діаспори, де вони відомі під різними назвами.  

## Паста з чорних бобів
Приправа під назвою паста з чорних бобів (豆豉醬),  або часниковий соус з чорних бобів (蒜蓉豆豉酱), точіцзян (豆豉醬), приготована з доучі, часнику та соєвого соусу, популярна в Китайській кухні.